# Encrasima elaeopis
Encrasima elaeopis är en fjärilsart som beskrevs av Edward Meyrick 1916. Encrasima elaeopis ingår i släktet Encrasima och familjen plattmalar. Inga underarter finns listade i Catalogue of Life.